# جان آپتورپ
جان دورینگتون آپتورپ (به انگلیسی: John Dorrington Apthorp؛ ۲۵ آوریل ۱۹۳۵ – ۹ ژوئیهٔ ۲۰۲۴) تاجر و بشر دوست بریتانیایی بود.
آپتورپ در ۹ ژوئیهٔ ۲۰۲۴، در سن ۸۹ سالگی درگذشت.